# Anke von Kügelgen
Anke von Kügelgen (* 13. August 1960 in Thalwil) ist eine Schweizer Islamwissenschaftlerin.

## Leben
Anke von Kügelgen ist die Tochter von Helga von Kügelgen, die dem gleichnamigen Adelsgeschlecht entstammt, und des Musikwissenschaftlers Klaus Kropfinger. Sie führt seit 3. August 1980 den Nachnamen von Kügelgen und studierte Islamwissenschaft, Geschichte und Arabistik an der Freien Universität Berlin und islamische Philosophie an der Universität Damaskus (M.A. 1990). Promotion in Berlin zur Averroes-Rezeption in der arabischen Moderne (1992). Seit der Habilitation mit einer Studie zu mittelasiatischer Herrschaftslegitimierung an der Ruhr-Universität Bochum im Jahr 2000, einer Gastprofessur in Hamburg und einem Fellowship am Wissenschaftskolleg zu Berlin war sie von 2000 bis zu ihrer Emeritierung 2021 Professorin am Institut für Islamwissenschaft und Neuere Orientalische Philologie an der Universität Bern.
Ihre Forschungsschwerpunkte sind Philosophie in der nahöstlichen Moderne, Philosophie und Religion in der islamischen Welt (10. bis 14. Jahrhundert), Sufismus, islamische Historiografie und islamische Kulturgeschichte.

## Schriften (Auswahl)
- Averroes und die arabische Moderne. Ansätze zu einer Neubegründung des Rationalismus im Islam. Leiden 1994, ISBN 90-04-09955-7.
- Die Legitimierung der mittelasiatischen Mangitendynastie in den Werken ihrer Historiker. (18.–19. Jahrhundert). Würzburg 2002, ISBN 3-89913-243-2.
- (Hg.):  Wissenschaft, Philosophie und Religion. Religionskritische Positionen um 1900. Texte von Mīrza Fath ʿAlī-ye Ākhūndzāde, Mīrza Āqā Khān-e Kermānī, Ahmed Midhat Efendi und Baha Tevfik. Berlin 2017, ISBN 978-3-87997-480-1.